# 地球儀博物館
地球儀博物館（德語：Globenmuseum）是位於奧地利維也納莫拉爾-克拉里宮的博物館，為奥地利国家图书馆的一部分。1956年開館，是世界唯一開放給大眾參觀的專門收藏地球儀、天球儀以及相關儀器的博物館。

## 歷史
在19世紀早期，奧地利國家圖書館前身，維也那皇家圖書館即開始收集地球儀。地球儀的來源是購買或接受的禮物（例如文森佐·科洛內里製造兩個地球儀贈送給神聖羅馬帝國皇帝利奧波德一世，每個地球儀都刻上了皇帝肖像和題詞）。
1921年時，地理學家歐根·歐柏漢默進行了一次收藏品清查，發現八個不同大小的地球儀和天球儀，以及兩個浑象。1922年將部分地球儀送往國家圖書館的地圖室收藏，到1948年已轉移 28 個地球儀。1948年時地圖室主任的年報指出地球儀是最少被使用的工具。 
1956年奧地利國家圖書館建立了當時有 63 件展品的地球儀博物館。最早的收藏來自於帝國時代的收藏和國際科洛內里地球儀研究學會的收藏，而且地圖師羅伯特·哈耳特對博物館的建立也有幫助。
博物館最初是設在維也納约瑟夫广场霍夫堡皇宮，是奧地利國家圖書館地圖室的一部分。1970年和1986年博物館被分配到同一條道路上的新空間。
博物館開館的前30年，其展品已經以購買，受贈或和其他博物館交換的方式增加到 145 件。1996年時展品增加到 260 件。2005年搬遷到紳士街9號莫拉爾-克拉里宮現址。

## 收藏
該博物館現有約 600 個地球儀和天球儀，其中約 200 個是常設展品。大部分展品都是1850年代以前產品。
該館最古老的展品是伽瑪·弗裡西斯於大約1536年製造的地球儀。最受人矚目的則是文森佐·科洛內里（直徑 110 公分）所製造地球儀和杰拉杜斯·麦卡托於1541和1551年製造的一對地球儀。其他相關收藏品有浑象、其他行星的行星儀、天文儀器、地球儀相關展示工具，例如太陽系儀、地球運行儀（Tellurion）和月球運行儀（Lunarium）。

博物館內全景

### 延伸閱讀
- Mokre, Jan; Allmayer-Beck, Peter E (publisher). . Wien: Bibliophile Edition. 2005. OCLC 500454860.

## 外部連結
- 地球儀博物館網站 （英文）
- 地球儀博物館 - AEIOU （德文）
- 地球儀博物館內照片（页面存档备份，存于） Flickr
- Michael Frank: Globenmuseum. Der Nabel der Welt. Archive.today的存檔，存档日期2013-01-06 Article in the Süddeutsche Zeitung, 1 December 2005 （德文）.

48°12′33.5″N 16°21′55″E / 48.209306°N 16.36528°E